# Reb Beach
Reb Beach, nome completo Richard Earl Beach, Jr. (Pittsburgh, 31 agosto 1963), è un chitarrista heavy metal statunitense.
Richard Earl Beach iniziò dal principio a collaborare con noti artisti come session man, prima di ottenere il successo globale come musicista affermato. Beach infatti aveva registrato dischi con svariati artisti come Roger Daltrey, Bob Dylan, Fiona, Howard Jones, Chaka Khan, Bee Gees, oltre ad apparire nel disco Love Is for Suckers dei Twisted Sister. Il chitarrista conquistò il vero e proprio successo con i Winger, poi nella band di Alice Cooper e successivamente con i Dokken, Whitesnake e Night Ranger. Il suo stile è ispirato principalmente da Eddie Van Halen e dalla musica fusion. Attualmente è in forza negli Whitesnake e nei riformati Winger.

## Biografia

### Gli inizi
Influenzato dai mostri sacri del rock anni 70, Reb trascorse la sua adolescenza suonando Aerosmith, Sammy Hagar e Ronnie Montrose. Ma fu Steve Morse, poi membro dei Dixie Dregs, che più di tutti influenzò il giovane Reb. La complessità e la velocità dei Dixie Dregs erano una sfida in confronto al rock con forti tinte blues su cui si basavano gran parte degli artisti negli anni settanta. Dopo un paio di stagioni alla School of Music di Berkeley, California, Reb capì che le lezioni convenzionali non facevano per lui. Quindi egli iniziò a registrare alcuni dei suoi brani su un registratore; questi erano una mistura di musica jazz e rock chiamata "fusion". Dopo aver vinto il contest come "Miglior chitarrista dell'anno" con una di queste registrazioni, Reb si spostò a New York alla ricerca del successo. Dopo neanche un anno, divenne un musicista molto richiesto e collaborò con artisti come Eric Clapton, Bob Dylan, Roger Daltrey, Chaka Khan, Howard Jones e Twisted Sister.
Fu proprio durante il periodo a New York che Reb conobbe Kip Winger, bassista che aveva suonato nel disco Constrictor di Alice Cooper. I due si conobbero durante qualche sessione in studio e cominciarono a collaborare assieme con l'idea di fondare un nuovo progetto. Si aggiunse Paul Taylor, musicista che aveva anch'egli suonato per Alice Cooper come tastierista. Infine il trio venne completato da Rod Morgenstein, batterista che aveva fatto parte dei Dixie Dregs di Steve Morse.

### Il successo
Il gruppo trovò presto un contratto con la major Atlantic Records e debuttò con un disco omonimo nel 1988 venendo premiato con due dischi d'oro e uno di platino. Seguirono tour di successo al fianco di grandi band.
Reb si ritrovò all'improvviso acclamato da decine di migliaia di ammiratori. Improvvisamente, la sua immagine venne stampata sulle copertine dei maggiori giornali di chitarre. Il giornale Guitar for the Practicing Musician lo votò come "Miglior nuovo chitarrista", mentre il Guitar World Magazine lo votò come "Miglior nuovo talento". Il suo successo fu tale che venne contattato dalla Ibanez per disegnare una nuova linea di chitarre. Egli produsse anche un video intitolato Cutting Loose nel quale dava lezioni di chitarra.
Il gruppo ormai affermato diede alle stampe il secondo album In the Heart of the Young due anni dopo. Le vendite del disco risultarono superiori al precedente e vennero incrementate dal singolo di successo "Miles Away", un brano all'epoca adottato come inno non ufficiale della Guerra del Golfo. Anche questo secondo lavoro venne premiato con il platino negli Stati Uniti e l'oro in Giappone. Allo stesso tempo Reb Beach partecipò come ospite a qualche demo della band Ttrik Blue. Grazie al grande successo ottenuto, i Winger vennero nominati per gli American Music Award come "Best New Heavy Metal Band" nel 1990. Il terzo album, Pull venne pubblicato nel 1993 in piena epoca grunge, e come tale non venne particolarmente considerato. Nel tentativo di rimanere al passo coi tempi, le sonorità di quest'album vedevano un cambio di rotta verso linee musicali più pesanti. Tuttavia a causa del mancato successo il gruppo si sciolse nel 1994.

### Dopo i Winger
Successivamente il chitarrista venne arruolato nella formazione di Alice Cooper tra il 1996 e il 1998 con cui pubblicò il disco A Fistful of Alice. Curiosamente il musicista reincontrò Paul Taylor proprio nella formazione di Cooper nel 1997 con cui incise il disco stesso.
Attorno a questo periodo Reb fondò un progetto chiamato Reb Beach Trio attivo nei club di Pittsburgh. Nel 1997 suonerà per i Dokken come turnista, mentre l'anno successivo entrerà nella band in veste ufficiale sostituendo lo storico chitarrista George Lynch. Beach registrò con i Dokken il disco Erase the Slate nel 1999, ed il live album Live from the Sun nel 2000. L'anno successivo abbandonerà la band venendo rimpiazzato dall'ex Europe John Norum. Nel 2001 Beach decide di dare il via alla carriera solista con il disco Masquerade. Il chitarrista verrà accompagnato nelle sessioni dal bassista Tommy Bellin e Dave Throckmorton alla batteria. Masquerade venne stampato in Europa per l'etichetta italiana Frontiers Records. Lo stesso anno il musicista viene coinvolto nella riunione dei Winger, fino a quando nell'ottobre 2003 assemblerà una nuova band dall'unione con il bassista Rudy Sarzo (ex Quiet Riot, Whitesnake, Ozzy Osbourne). Venne poi reso noto che il resto della formazione era composto dall'ex cantante di Rainbow e Deep Purple, Joe Lynn Turner, ed il batterista dei Quiet Riot Frankie Banali. Questo progetto, però, andò a monte. Così nello stesso verrà assoldato da David Coverdale nei riformati Whitesnake.

### Tempi recenti

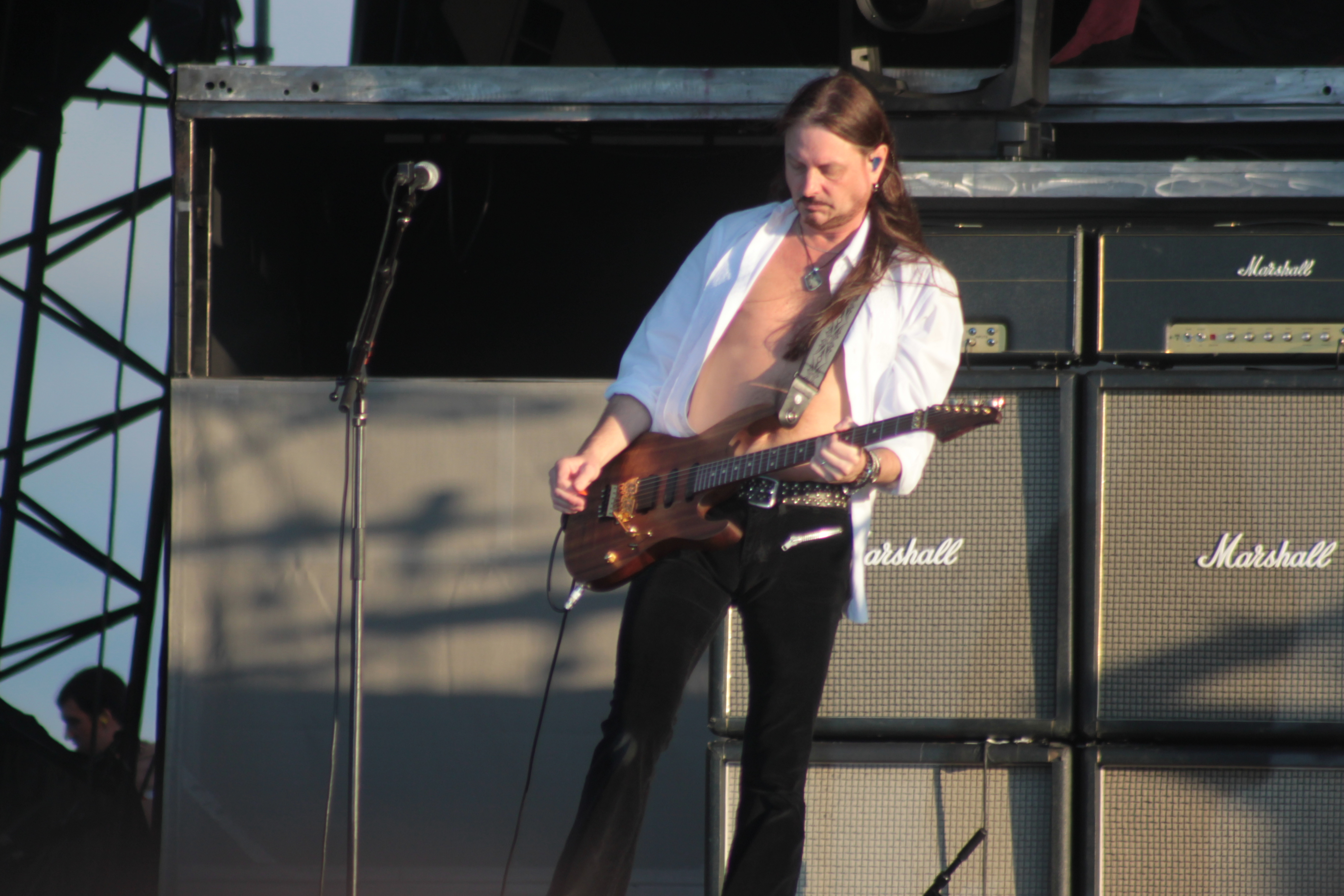
Reb Beach in concerto nel 2013

Il chitarrista rivelò un'altra collaborazione nel 2004, nata dall'unione con Timothy Drury, Frankie Banali e l'ex cantante dei King's X, Doug Pinnick. Questa band si ispirava a sonorità anni 80 ed inizialmente venne nominata "Devil Children" dalla loro etichetta, la Frontiers. Tuttavia questo titolo venne rifiutato dai musicisti. Dopo la dipartita di Banali dal progetto, il gruppo prese il nome di The Mob, pubblicando un disco omonimo nel 2005.
Durante il 2005 Beach partecipò anche al disco Grounded degli Excarnation tramite il chitarrista turco Cenk Eroglu, successivamente membro dei Winger. Il chitarrista partecipò anche al disco II del gruppo AOR Deacon Street nel maggio 2006. Lo notiamo anche nell'album di tributo '80s Metal Tribute to Van Halen ai Van Halen dove suona la reinterpretazione del brano "Dance the Night Away". Nel maggio 2006 Reb, parallelamente alla militanza nei Whitesnake, viene nuovamente incluso nella reuonion dei Winger composta da Kip Winger, Paul Taylor e Rod Morgenstein. Firmando per la label italiana Frontiers Records, il gruppo pubblicò il quarto album in studio, al quale partecipò anche l'ex membro dei Winger John Roth, con Cenk Eroglu alle tastiere. Nell'ottobre 2006, viene quindi pubblicato dopo tredici anni il quarto album intitolato IV.
Reb suonò anche come turnista live per i Night Ranger nell'estate 2007. L'ultima apparizione del chitarrista può essere notata nel disco 24/7/365 The Tribute To Led Zeppelin, un tribute album ideato da Frankie Banali con la partecipazione di svariati personaggi della scena musicale per commemorare la scomparsa dell'ex batterista dei Led Zeppelin John Bonham. Beach suonò nel brano "Out on the Tiles". Lo si nota inoltre nell'ultimo disco dei Whitesnake Good to Be Bad, pubblicato nell'aprile 2008 al quale seguirà un tour estensivo nel 2008 e 2009.
Nel 2009 viene pubblicato Karma, nuovo album dei Winger che mescola sonorità attuali ai capolavori del primo e secondo album. Negli ultimi anni divide la sua attività tra Winger e Whitesnake, suonando in album e tour di entrambe le formazioni. Nel 2020 pubblica l'album da solista A View from the Inside, il primo dopo quasi vent'anni da Masquerade.

## Discografia

### Da solista
- 1993 - The Fusion Demos
- 2001 - Masquerade
- 2020 - A View from the Inside

### Winger

#### Album studio
- 1988 - Winger
- 1990 - In the Heart of the Young
- 1993 - Pull
- 2006 - IV
- 2009 - Karma
- 2014 - Better Days Comin'

#### Live
- 2007 - Live

#### Raccolte
- 2001 - The Very Best of Winger
- 2003 - Headed for a Heartbreak and Other Hits
- 2007 - Demo Anthology

### Dokken
- 1999 - Erase the Slate
- 2000 - Live from the Sun
- 2001 - Yesterday & Today

### Whitesnake
- 2006 - Live... In the Shadow of the Blues
- 2008 - Good to Be Bad
- 2011 - Forevermore
- 2013 - Made in Japan
- 2013 - Made in Britain/The World Record
- 2015 - The Purple Album
- 2018 - The Purple Tour
- 2019 - Flesh & Blood

### Altri album
- 1986 - Fiona - Beyond the Pale
- 1986 - Howard Jones - One on One
- 1986 - Chaka Khan - Destiny
- 1987 - Twisted Sister - Love Is for Suckers
- 1987 - The Bee Gees - E.S.P.
- 1988 - Brian McDonald Group - Desperate Business
- 1989 - Minoru Niihara - One
- 1989 - Xenon - America's New Design
- 1992 - Vari artisti - Guitars that Rule the World
- 1993 - Danger Danger - Cockroach
- 1997 - Andy Timmons - EarX-tacy 2
- 1997 - Alice Cooper - A Fistful of Alice
- 1998 - Vari artisti - Guitar Battle
- 2000 - Kip Winger - Songs from the Ocean Floor
- 2000 - Brian McDonald - Wind it Up
- 2001 - War & Peace - Light at the End of the Tunnel
- 2003 - Brian McDonald - Voyage
- 2003 - Ken Tamplin and Friends - Wake the Nations
- 2005 - XCarnation - Grounded
- 2006 - Deacon Street Project - II
- 2007 - Kelly Keagy - I'm Alive
- 2007 - Frankie Banali and Friends - 24/7/365: The Tribute to Led Zeppelin
- 2010 - Northern Light Orchestra - Celebrate Christmas

### Tribute
- 1994 - Smoke on the Water: A Tribute to Deep Purple
- 2000 - Bat Head Soup: A Tribute to Ozzy
- 2000 - Little Guitars: A Tribute to Van Halen
- 2001 - Stone Cold Queen: A Tribute
- 2002 - One Way Street: A Tribute to Aerosmith
- 2006 - '80s Metal - Tribute to Van Halen

### Colonne sonore
- 1985 - The Lost Boys Soundtrack
- 1989 - The Karate Kid III Soundtrack
- 1991 - Bill and Ted's Bogus Journey Soundtrack
- 1998 - Daytona USA 2 Game Soundtrack

## Videografia
- Winger - The Videos (1989)
- Winger - In the Heart of the Young (1990)
- Winger - In the Heart of the Young Part 2 (1991)
- Reb Beach - Cutting Loose (1991)
- Winger - Live in Tokyo (1991)
- Winger - The Making of Pull (1993)
- Dokken - Live from the Sun (2002)
- Reb Beach - Homegrown Private Lesson Volume 1 (2003)
- Whitesnake - Live... In the Still of the Night (2006)
- Winger -  The Making of Winger IV (2006)
- Winger - Live (2007)
- Whitesnake - Made in Japan (2013)
- Whitesnake - The Purple Tour (2018)